# Matrona z Barcelony
Matrona z Barcelony nebo Matrona z Thesaloniky (také Matrona Soluňská) je světice římskokatolické a pravoslavné církve.

## Život a umučení
Žila ve třetím nebo čtvrtém století. Byla to mladá dívka a otrokyně židovské ženy Pautily (nebo Pantilla), manželky jednoho z vojenských velitelů (některé zdroje uvádějí guvernéra) Soluně (Tesaloniki). Podle legendy od mládí věřila v Krista a Pautila se ji neustále snažila konvertovat k judaismu. Existují dva příběhy o její mučednické smrti, v jednom byla zabita v Římě za to, že si našla čas na službu křesťanům, ve druhém byla tak krutě zbita, když odmítla vstoupit do synagogy se svou přítelkyní, že posléze na následky zranění zemřela.
Pautila neustále Matronu pro její víru v Ježíše Krista ponižovala a urážela, avšak Matrona se neustále modlila a tajně navštěvovala církevní shromáždění. Pautila to zjistila a hněvivě se jí zeptala: "Proč nepřijdeš do naší synagogy místo navštěvování křesťanského chrámu?" Matrona jí pohotově odpověděla: "Protože Bůh je přítomen v křesťanském chrámu a odešel ze židovské synagogy." (Mt 23, 38 (Kral, ČEP). Nato se Pautila rozzuřila a svatou Matronu nemilosrdně zbila, svázala a zavřela do temné komůrky. Ráno Pautila zjistila, že dívka byla neznámou silou zbavena pout.
Pautila poté Matronu téměř ubila k smrti, ještě pevněji ji svázala a zavřela na čtyři dny bez jídla a vody. Avšak opět ji nalezla bez pout stojící na modlitbách. Nato ji Pautila tak zbičovala, že pruhy její kůže visely ze zad dolů. Zuřivá žena ji opět zavřela do komůrky, kde svatá Matrona odevzdala svého ducha Bohu.

## Uctívání
Pautila shodila tělo mučednice ze střechy svého domu a křesťané je vzali a pohřbili. Později soluňský biskup Alexandr postavil chrám zasvěcený svaté mučednici, kam byly uloženy její svaté ostatky, oslavené mnoha zázraky. Zlou Pautilu brzy dostihl Boží soud. Stála na střeše právě v místě, odkud bylo shozeno tělo svaté Matrony, zakopla a spadla na dlažbu. Její tělo se roztříštilo, a tak se jí dostalo spravedlivé odměny za její hřích.
Je uctívána zejména v Barceloně a některých vesnicích v Katalánsku. Je patronkou kostela Santa Madrona v Barceloně, poustevny Santa Madrona v pohoří Montjuïc a také kostelů ve vesnicích Madrona (Pinell de Solsonès) a Móra d'Ebre. Svátek sv. Matrony v Barceloně je 15. března,  zatímco svátek sv. Matrony v Soluni je 27. března (ve starém stylu 9. dubna).